# Трэвис, Джун
Джун Трэвис (урожденная Джун Доротея Грабинер ; 7 августа 1914 — 14 апреля 2008) — американская киноактриса.

## Биография
Урождённая Джун Доротея Грабинер, она была дочерью Гарри Грабинера, вице-президента бейсбольного клуба Чикаго Уайт Сокс в 1930-х годах.
У неё были темно-каштановые волосы и зеленые глаза. Она была ростом 5 футов 4 дюйма. Посещала гимназию Парксайд в Чикаго и школу для девочек Старретт. Позже училась в Калифорнийском университете в Лос-Анджелесе. Вернувшись в Иллинойс, поступила в Чикагский университет.

## Свадьба
3 января 1940 года Трэвис вышла замуж за Фреда Фридлоба. У них было две дочери, Кэти и Джун. Фридлоб умер в мае 1979 года в Чикаго. 

## Киноактриса

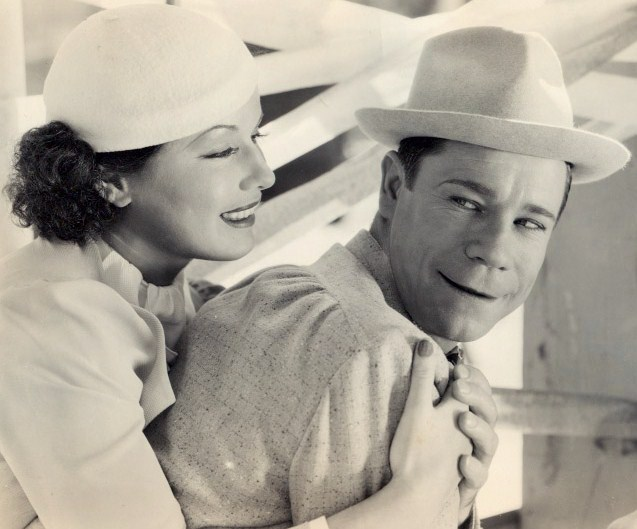
С комиком Джо Э. Брауном в фильме «Землерои» (1936)

Вице-президент Paramount Pictures заметил её в Майами на показательной игре Уайт Сокс. Он предложил Трэвис пройти кинопробы, когда она приехала в Пасадену, штат Калифорния, где тренировалась бейсбольная команда высшей лиги. В первый раз, когда ей предложили экранный контракт, она испугалась экрана и отказалась от него. Она вернулась в Чикаго и школу, а следующей зимой приняла предложение киностудии в Палм-Спрингс, Калифорния.
Трэвис дебютировала на экране в фильме «Мель» (1935), в котором снимались Кей Фрэнсис и Джордж Брент. Она сыграла роль Мэри Рэнд. За этим последовала роль в фильме «Не в этой жизни» (1935) с Уорреном Уильямом и Клэр Додд. Ховард Хоукс снял её в полнометражном фильме Warner Bros. «Нулевой этаж» (1936). Готовясь к своей роли, Трэвис научилась летать, ориентироваться и прыгать с парашютом у Амелии Эрхарт. Лётчик дал ей инструкции в сентябре 1935 года, в том числе кинозвезды Джеймс Кэгни и Пэт О’Брайен. Также в 1936 году она изобразила Деллу Стрит, секретаршу Перри Мейсона, которого сыграл Рикардо Кортес в «Деле о чёрном коте».

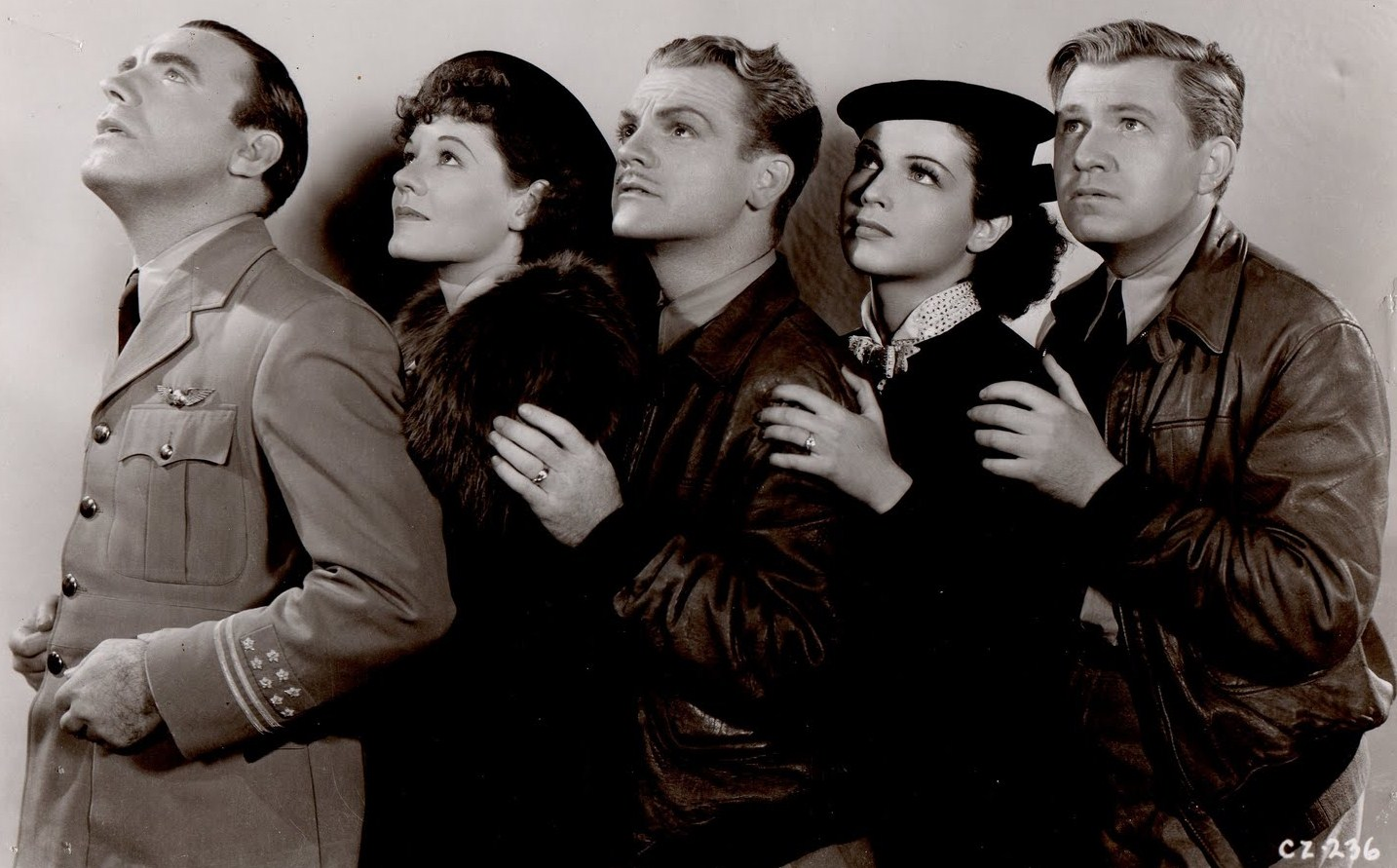
Трэвис (вторая справа) с Пэтом О’Брайеном, Мартой Тиббетс, Джеймсом Кэгни и Стюартом Эрвином в фильме «Нулевой этаж» (1936)

Она была партнёршей Рональда Рейгана в его первом фильме «Любовь в прямом эфире» в 1937 году.
Её самая известная роль в кино была, вероятно, в фильме «Звезда» (1952) с Бетт Дэйвис в главной роли.
Трэвис стала известна как королева фильмов категории B от Warner Bros. Позже она сказала, что если бы осталась в Голливуде ещё на два года, то стала бы звездой. Однако через три года она вместе с родителями приехала домой в Чикаго на Рождество и больше не вернулась к миру кино. Трэвис перестала регулярно сниматься после 1938 года, появившись лишь в фильмах «Звезда» и «Монстр гоу-гоу».

## Радио
Трэвис сыграла Сторми Уилсон Кертис в мыльной радио-опере «Одна девушка» и Бернис в «Дочери Арнольда Гримма», ещё одной мыльной опере.

## Смерть
14 апреля 2008 года Трэвис в возрасте 93 лет скончалась в больнице от осложнений инсульта, перенесённого несколькими неделями ранее. Похоронена на кладбище Оквудс в Чикаго.